# Astragalus forsskalii
Astragalus forsskalii là một loài thực vật có hoa trong họ Đậu. Loài này được (Forssk.) Boiss. miêu tả khoa học đầu tiên năm 1849.